# マサチューセッツ湾交通局タイプ7電車
タイプ7（Type 7）は、アメリカ合衆国・マサチューセッツ州で公共交通機関を運営するマサチューセッツ湾交通局（MBTA）が所有する電車。ボストンの路面電車（ライトレール）であるグリーンラインで1986年から営業運転に就いており、日本の鉄道車両メーカーの近畿車輛が初めて製造したアメリカ向けの鉄道車両である。

## 導入までの経緯
MBTAが運営するグリーンラインは、ボストンに路線網を有する、地下区間を含んだ近代的な路面電車（ライトレール）である。そこで長年使用されていたPCCカーを置き換えるため、1976年からボーイング・バートルによって製造されたアメリカ標準型路面電車（USSLRV）が導入されたが、乗降扉、空調装置、蓄電池など各部に不具合が頻発した事で運用を離脱する車両が続出し、当初の契約分であった175両のうち55両をキャンセルした上、製造元のボーイングに対し訴訟を起こす事態に発展した。
そこでMBTAは、キャンセル分の資金を用いUSSLRVに代わる新型車両を導入する事を決定した。そして公開入札の結果、将来性が見込めるアメリカの鉄道車両市場への参入を目指していた日本の近畿車輛が1983年12月に受注を獲得した。この契約に基づき1986年から導入が始まったのが、"タイプ7"と呼ばれる電車である。

## 概要

### 開発・製造
受注を獲得した1980年代当時、近畿車輛にはエジプトのカイロやアレクサンドリアへ路面電車を輸出した実績が存在したが、それらは吊り掛け駆動方式を用いた電動機や空気ブレーキ、抵抗制御など旧来の技術を用いた車両であったため、MBTAから提示された条件を満たすには不十分であった。そこで近畿車輛はスイスのSIG社と提携を結び、同社がオランダ・ユトレヒトのライトレール向けに製造した連接式電車を基に設計が行われる事となった。
製造に際して都市交通行政局（UMTA）の資金が用いられた事でバイ・アメリカン法の対象となり、全部品の50％以上にアメリカ国内の企業製のものが用いられた他、最終組み立てはアメリカ本土で実施された。

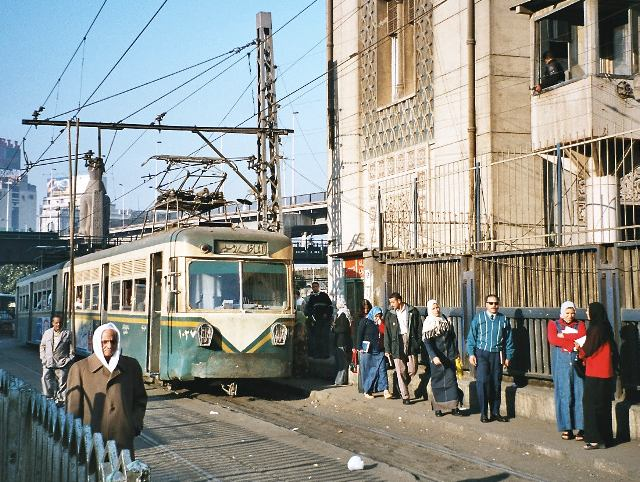
カイロ向けに製造された近畿車輛製電車
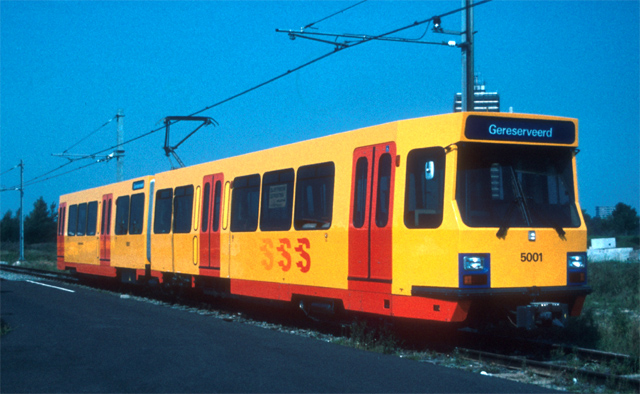
タイプ7の基となったSIG製のオランダ・ユトレヒト向け電車

### 車体・車内
編成はUSSLRVと同様、両運転台式の2車体連接車で、構体は約65 tの圧縮荷重や3点ジャッキアップなどの条件に適合した耐候性高抗張力鋼によって作られている。外板裏面には屋根、壁、床など全体に騒音抑制用の防音材が塗布され、その上に断熱性に優れたグラスウールが高密度で詰められている。内装はアクリル樹脂の内張り板を使用することで軽量化が図られている。
客席は進行方向と垂直に配置されたボックスシートで、FRP製の枠の上にクッションが備わっている。また立席客用のステンレス製の握り棒が乗降扉付近に設置されている他、行き先を表示する車内案内表示装置や降車を運転士に知らせるストップ・リクエスト装置も搭載されている。乗降扉は4枚の外折戸で構成され、床上高さ889 mmの車内への往来のため車内には2段のステップが設置されている。そのため、車椅子を使用する乗客はスロープや車椅子用リフトが備わる駅での乗降が必要となる。
運転方式は加速・減速共に自動車と同様の足踏みペダル式を採用し、踏み込み量に応じて所要の力が得られる構造となっている。運転台の機器は簡素な配置になるよう設計され、キー式のレバーサスイッチと運転機能スイッチを操作する事で運転が可能となる。

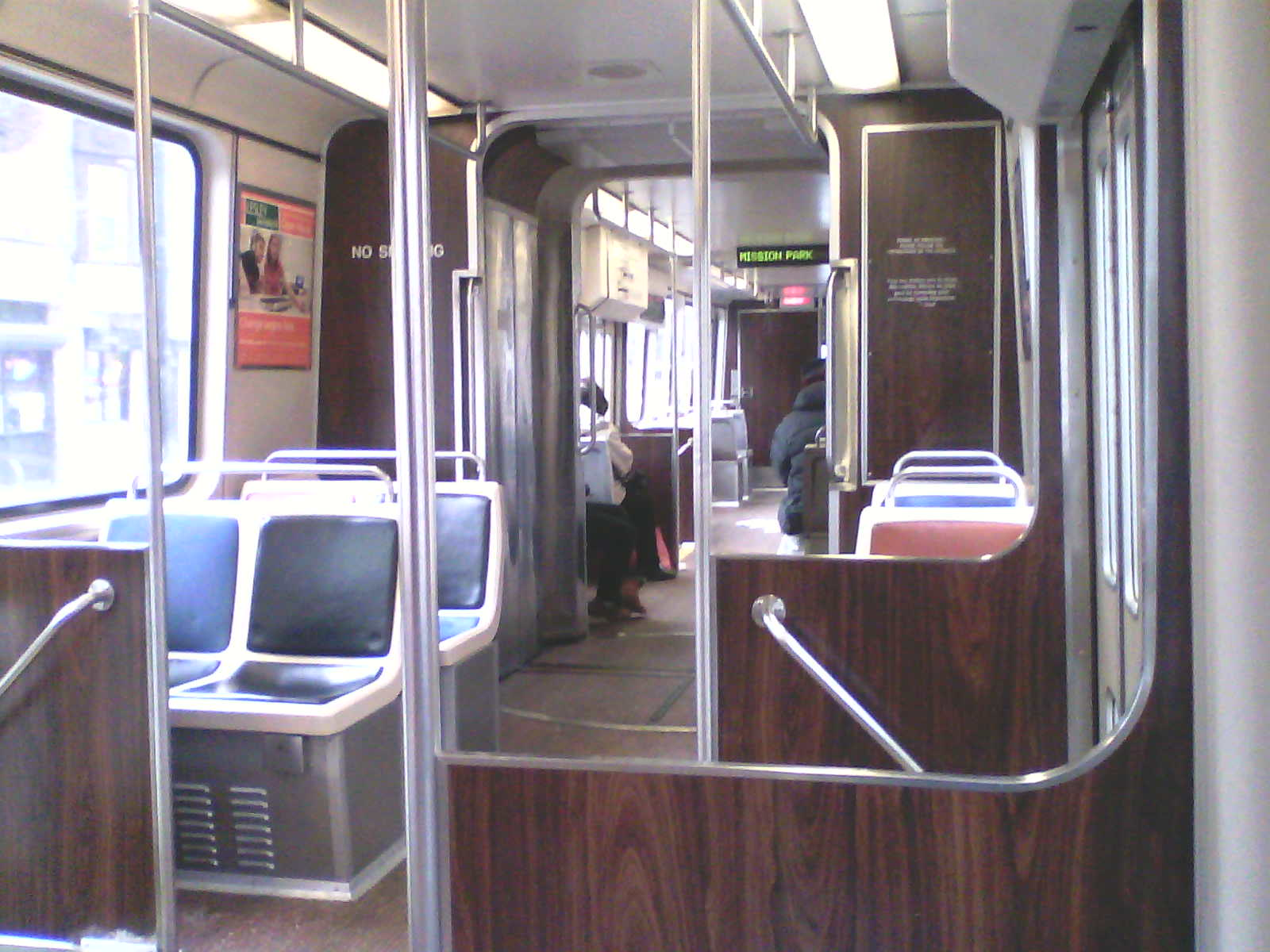
車内

### 台車・機器
台車として各車体の運転台側に動力台車が合計2基、連接部分に付随台車が1基設置されている。双方とも鋼板プレス溶接構造を用いて製造された台車であり、輪軸には円錐コロ軸受が配置され、中央部にはディスクブレーキが存在する。車輪は騒音抑制のためV型弾性車輪を採用している。枕ばねとして空気ばねが使われ、自動高さ調節弁により床面高さを一定に保つ事が出来る。動力伝達は2段減速ギアが用いられ、ゴムによる防振支持が行われている。これらに加え、台車枠と揺れ枕の間に前後の振動を抑制する機能を持つ、緩衝ゴムを用いたボルスタアンカーが設置されており、USSLRVと比較して乗り心地や走行性能が向上した事が確認されている。
制御装置はウェスティングハウス・エレクトリックが手掛ける電機子チョッパ制御方式のものが採用され、回生・電気常用の電気指令式ブレーキと共にコンピュータにより制御されている。また2基の電動機（出力103 kW）が直列接続された動力台車はそれぞれ独立した制御装置の下でコントロールが実施される。これらを含む制御回路は冗長性を確保するため2組設置され、一方が停止してももう一方の回路を用いることで走行可能な設計となっている。
車内の空調を維持するための空調装置として屋根上の空調ユニット（冷暖房機能搭載）や床下のヒーター等が設置され、空調ユニットから送風された空気は天井内のダクトを経由した上で蛍光灯の両側から排出され、車内の温度を設定されたものに保った後、グリルを通して再度空調ユニットへ戻され、外部の空気と共に再度空調に用いられる。

## 運用
試作車は1985年に完成し、まず同年10月から近畿車輛の工場内に存在する試運転線を用いた走行試験が実施され、荷重条件下での走行性能や制動装置の確認が実施された。翌1986年からはMBTAの路線を用い、最高速度や無線など実際の運転に関する試験が行われ、最終確認試験を経て、5月以降導入された量産車も含め同年から営業運転を開始した。
故障が頻発し運用から離脱したUSSLRVと入れ換わる形で導入されたタイプ7は、性能に加えて信頼性の高さで好評を博し、最初の契約分の50両に加えて同1986年には2次車となる50両の発注が実施され、1996年にも電気機器メーカーをアドトランツに変更した3次車20両が追加で導入された。これらの実績は、以降近畿車輛がアメリカ各地のライトレールに向けて多数の車両を製造する際の大きな礎となった。また、塗装については1次車・2次車が車体下半分がグリーン、上半分ホワイトと言うUSSLRVのものを踏襲した一方、3次車はシルバーメタリックとエメラルドグリーンを用いた新塗装に変更された。以下、タイプ7の車両番号を始めとした発注年ごとの差異を記す。
|       | 車両番号  | 発注年 | 納入年  | 電気機器メーカー |
| ----- | --------- | ------ | ------- | ---------------- |
| 1次車 | 3600-3649 | 1983   | 1986    | WH               |
| 2次車 | 3650-3699 | 1986   | 1987-88 | WH               |
| 3次車 | 3700-3719 | 1995   | 1996    | アドトランツ     |

1999年からはアンサルドブレーダ（現：日立レールイタリア）が製造した部分超低床電車のタイプ8電車の導入が開始されたが、タイプ7はこれらの車両と互換性を有しており、障害を持つアメリカ人法への対応もあり、2019年現在高床構造であるタイプ7は原則タイプ8との連結運転を行っている。2016年までは2両のタイプ7と1両のタイプ8による3両編成による営業運転も実施されていたが、乗客数に対して過剰設備だった事や脱線事故が相次いだ事を受け、以降はタイプ7とタイプ8が1両ずつ連結された2両編成のみが運行されている。

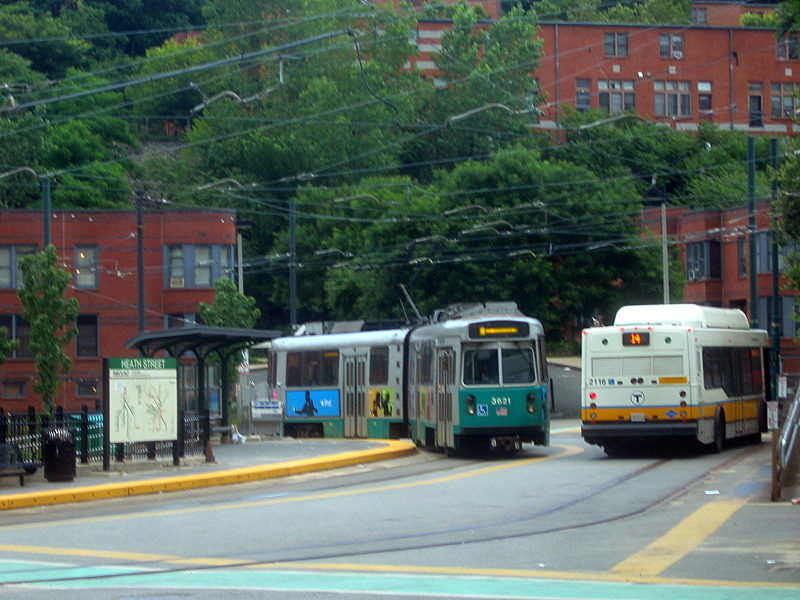
併用軌道を走行するタイプ7
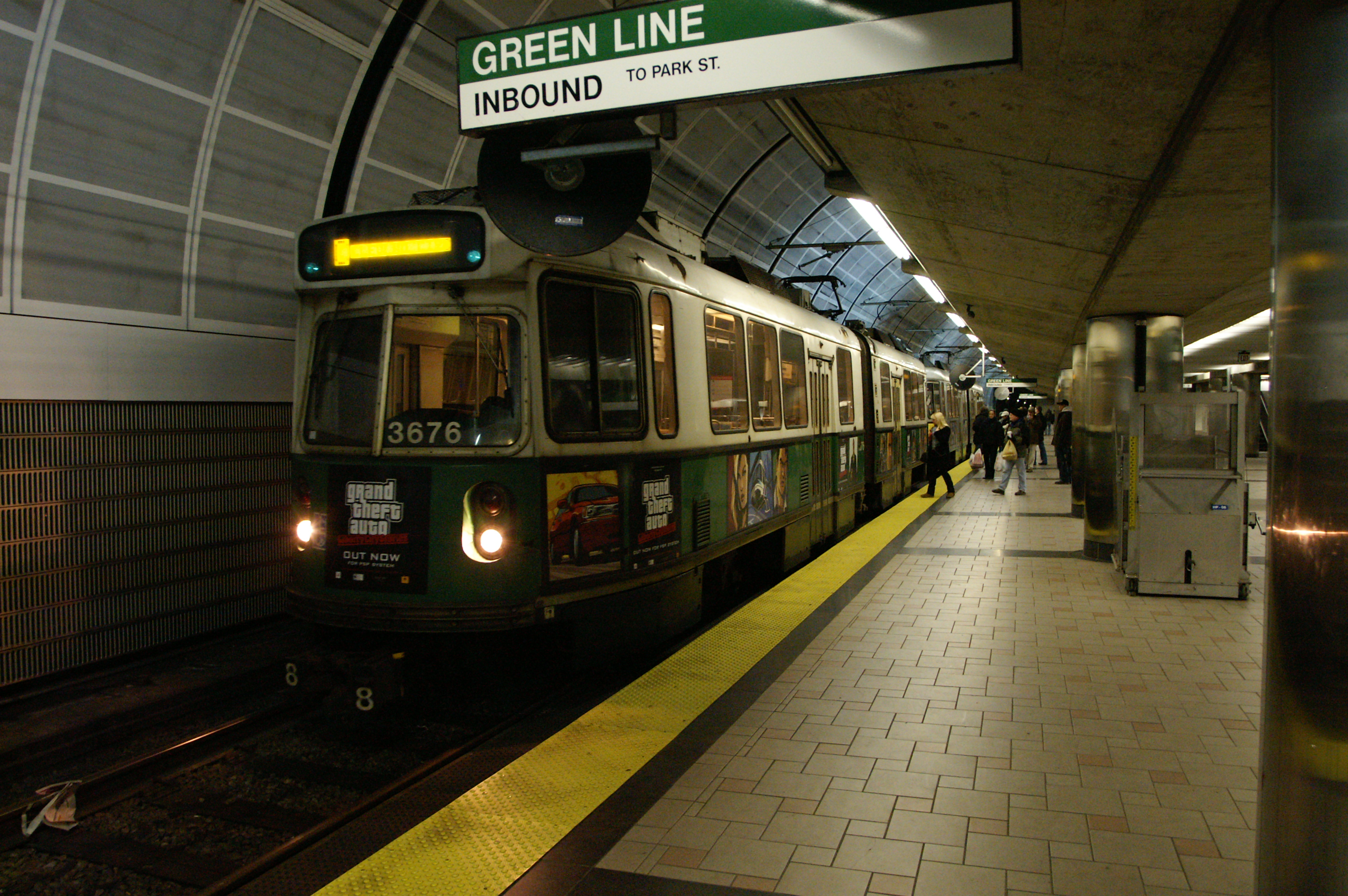
地下駅に停車するタイプ7
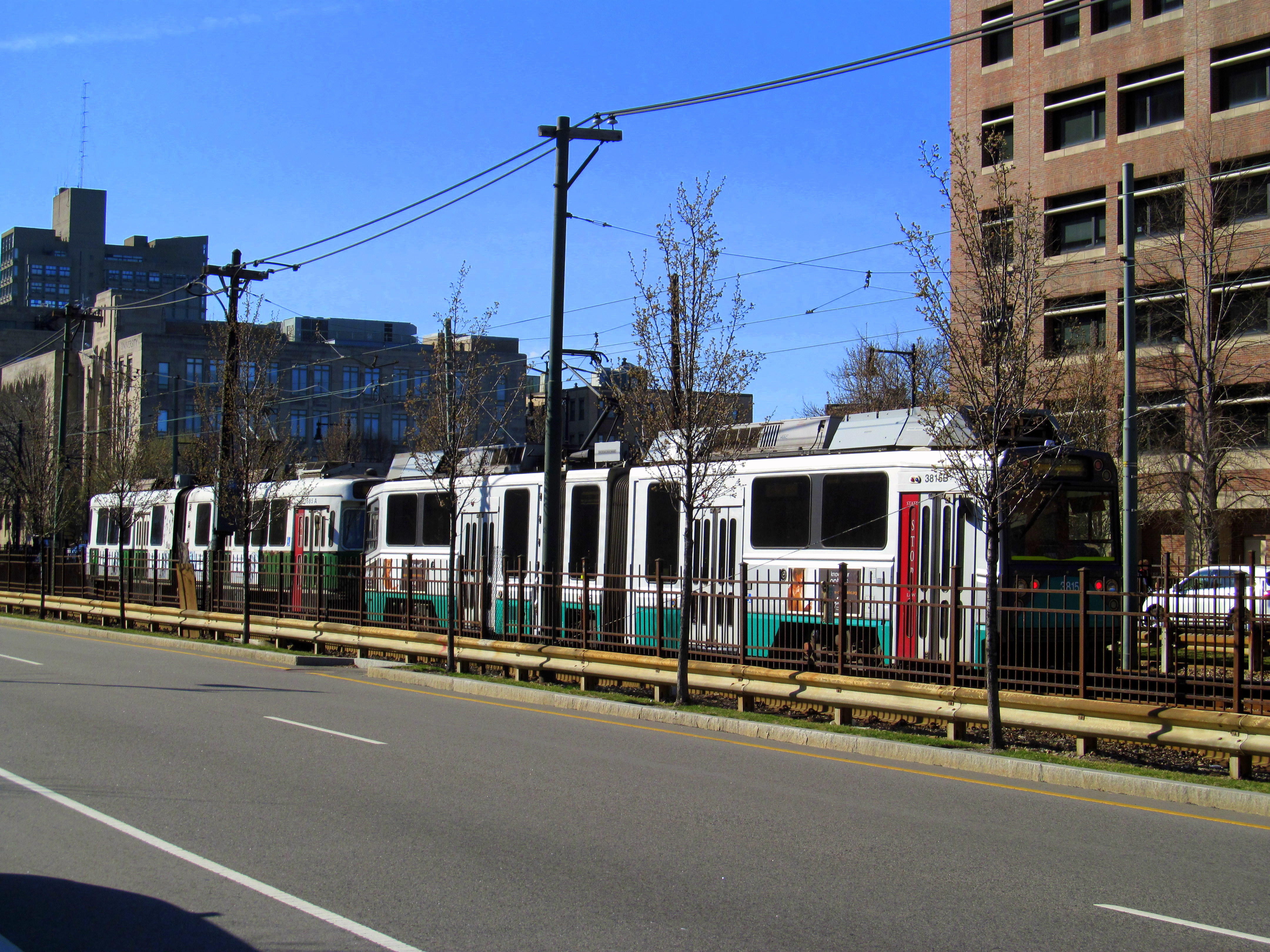
タイプ8（先頭）との連結運転に用いられるタイプ7（後方）
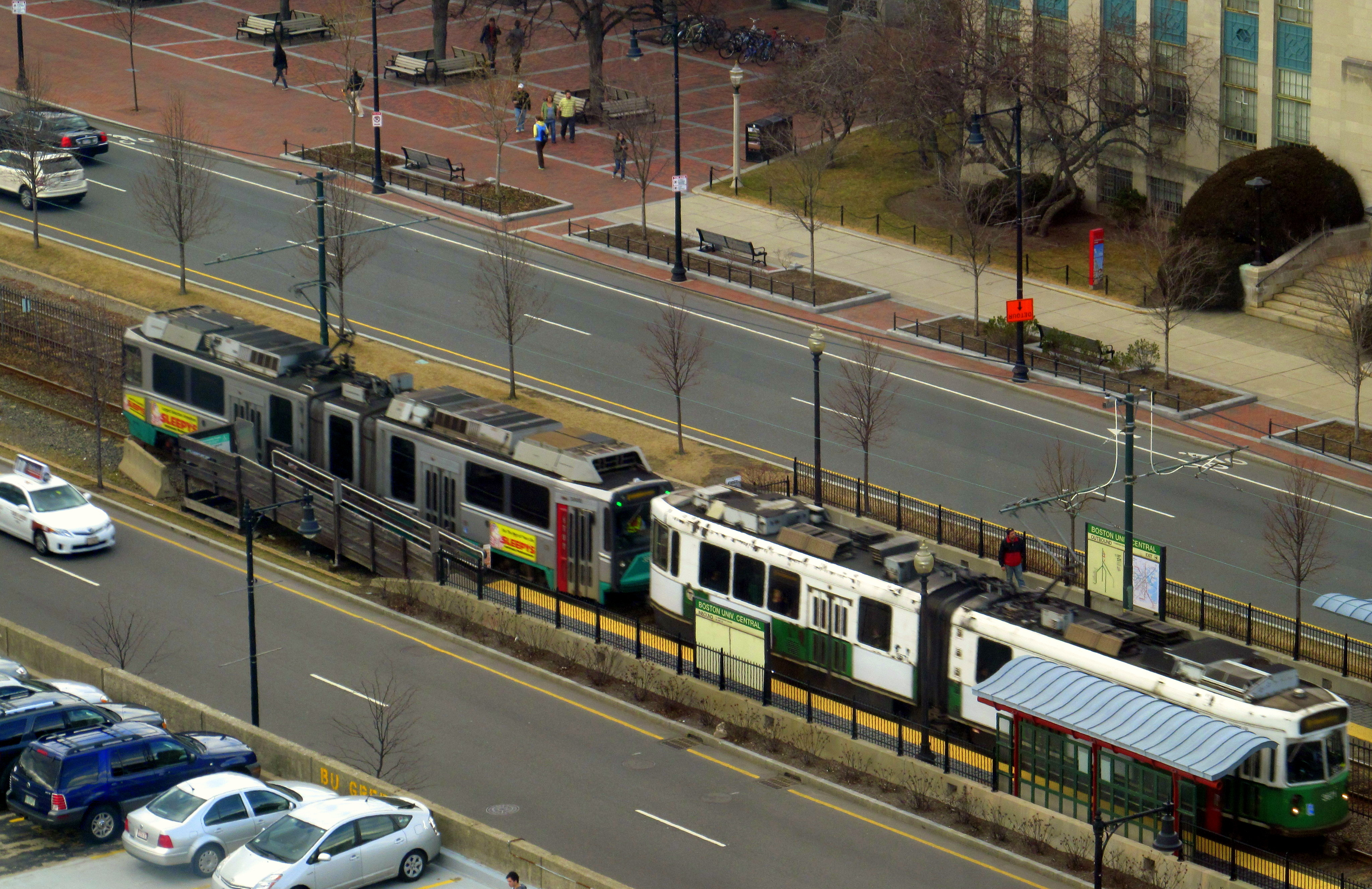
屋根上の様子 右側がタイプ7、左側がタイプ8

製造から25年以上が経過した2012年にはニューヨークに工場を持つアルストムとの間で車内や制御装置を中心としたリニューアル工事を実施する契約が交わされ、それに基づき2014年から2019年の間に更新工事が行われた。ただし、故障や事故により運用から離脱していた6両（3601、3665、3690、3703、3711、3719）についてはリニューアル工事の対象にならず廃車されている。

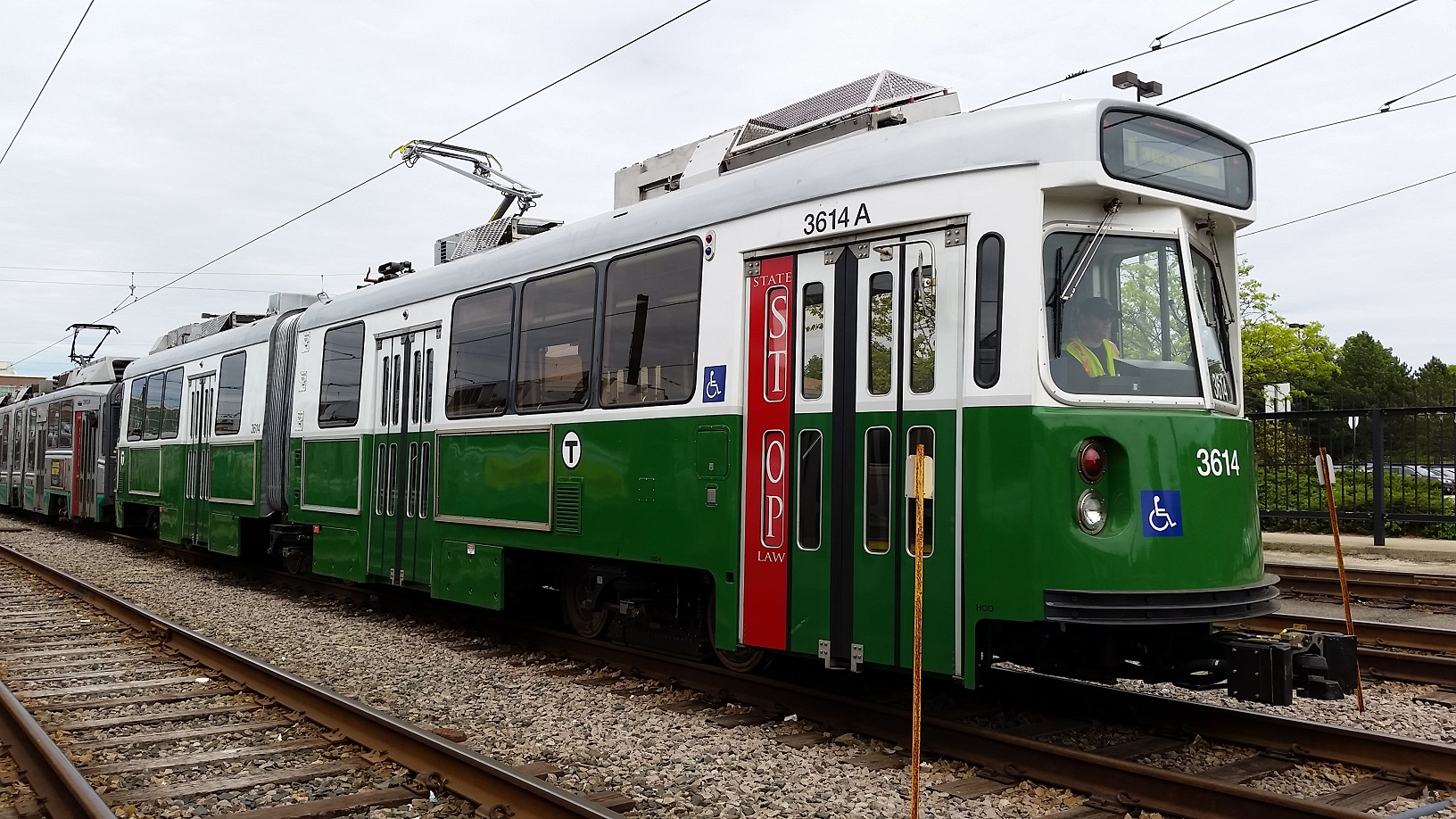
リニューアル工事が実施されたタイプ7（2015年撮影）

## 今後の予定
2020年代以降、グリーンラインには超低床電車であるタイプ10電車（Type 10）が導入される事になっており、それに伴いタイプ7はタイプ8と共に全車とも置き換えられる予定である。